# Максимовка (городской округ Истра)
Максимовка — деревня в Ермолинском сельском поселении Истринского района Московской области. Население — 22 чел. (2010), в деревне 2 улицы, зарегистрировано 1 садовое товарищество. С Истрой связана автобусным сообщением (автобусы №28, 30, 30К).
Расположена на левом берегу безымянного левого притока Истры, примерно в 4 км на север от города Истры, высота над уровнем моря 181 м. Ближайшие населённые пункты: примыкающая с востока Полевшина и в 2,3 километрах южнее Андреевское.

## Население
| 2002 | 2006 | 2010 |
| ---- | ---- | ---- |
| 26   | ↘17  | ↗22  |